# Cryptomyzus stachydis
Cryptomyzus stachydis är en insektsart. Cryptomyzus stachydis ingår i släktet Cryptomyzus och familjen långrörsbladlöss. Inga underarter finns listade i Catalogue of Life.